# Гослинг, Джоанна
Джоанна Гослинг (англ. Joanna Gosling, род. 5 января 1971, Эйлсбери) — английская телеведущая, тележурналистка и писательница. Она выступает на постоянном новостном канале BBC News Соединённого Королевства, в том числе на BBC2 с 11:00 до 13:00. Ранее она работала на Независимом местном радио, Центральном телевидении в Мидлендсе и Sky News, а с 1999 года работает на BBC.
Гослинг — выпускница Бирмингемского университета, в котором она получила степень по французскому языку, и Гренобльского университета. Она была замужем за сэром Крейгом Оливером, который был главой по связям с общественностью премьер-министра Великобритании Дэвида Кэмерона; пара развелась в 2014 году. Её первая книга «Просто чудо-женщина» — руководство для занятых работающих женщин с детьми — вышла в 2011 году.

## Карьера
Гослинг, самая старшая из трёх детей в семье, родилась и выросла в Эйлсбери, Бакингемшир, где она получила образование в средней школе Эйлсбери. Она имела склонность к языкам, и после школы поступила в Бирмингемский университет, где получила степень по французскому языку. Окончив учёбу, она решила заняться карьерой тележурналиста. Она училась в Гренобльском университете во Франции и изначально хотела стать военным корреспондентом.
Джоанна начала свою радиовещательную карьеру в качестве репортёра-стажера, пройдя ряд стажировок на BBC WM в Бирмингеме, Fox FM в Оксфордшире и BBC Radio Scotland в Эдинбурге, прежде чем получить свою первую постоянную должность в Independent Radio News, где она читала новости для Криса Мойлса на Capital Radio. Она работала внештатным корреспондентом на Центральном телевидении, а затем на Sky News, а с августа 1999 года на BBC. В качестве ведущей на BBC News 24 Гослинг сначала работала в ночное время, когда канал транслировался одновременно с BBC One и BBC World, а затем перешла на утреннюю смену с 9:00 до 13:00 с Беном Геогеганом и затем Филиппом Хейтоном. Вместе с Хейтоном она была частью команды, которая освещала первую годовщину терактов 11 сентября в 2002 году. В декабре 2003 года она перешла на вечер выходных по пятницам, субботам и воскресеньям с Крисом Лоу. Она сменила Анну Джонс, которая переехала на своё старое рабочее место вместе с Хейтоном. Летом 2006 года Гослинг также время от времени появлялась в качестве ведущей на BBC Breakfast.
В период с 2007 по 2013 год Гослинг вела смену с 19:00 до 22:00 на канале BBC News вместе с Беном Брауном с понедельника по четверг. До февраля 2008 года в слоте была программа News 24 Tonight. С 2013 года она выступает на канале с 11:00 до 14:00, также с понедельника по четверг. Гослинг также иногда можно увидеть, когда она ведёт вечер праздничных дней и поздние выпуски новостей BBC Weekend News на BBC One. Её также иногда можно увидеть на BBC One, где она представляет специальные новостные выпуски.
В апреле 2010 года Гослинг была в аэропорту Хитроу, сообщая о событиях, связанных с нарушением авиасообщения после извержения вулкана Эйяфьятлайокудль, которое вынудило закрыть воздушное пространство на большей части северной Европы. В мае 2010 года она была замечена в репортаже из Вестминстера после всеобщих выборов 2010 года, когда лейбористы и консерваторы пытались заключить сделку с либерал-демократами о формировании коалиционного правительства, и 11 мая сообщила новость о том, что Гордон Браун уйдёт с поста премьер-министра.
Она представила анализ телевизионных экономических дебатов после этой программы 23 июня 2010 года вместе с Николасом Оуэном, программа была ответом на чрезвычайный бюджет предыдущего дня, а в августе взяла интервью у джазового певца Джейми Каллума, когда он готовился дать концерт в рамках променадных вечеров 2010 года в лондонском Королевском Альберт-холле. В декабре 2010 года она поговорила с Мэттом Кардлом, ставшим победителем седьмого сезона X Factor, о чём было объявлено накануне вечером. 29 апреля 2011 года она была частью команды BBC, которая освещала свадьбу принца Уильяма и Кейт Миддлтон. 18 апреля 2017 года она вела программу BBC News, в которой сообщалось о том, что Тереза Мэй призывает к досрочным всеобщим выборам.
Гослинг ненадолго появляется в телефильме 2005 года «Супервулкан», в котором представлена вымышленная срочная новость об извержении вулканической кальдеры Йеллоустонского национального парка. Она была участницей серии Christmas University Challenge 2015 года, где представляла Бирмингемский университет вместе с ведущим прогноза погоды Джоном Хаммондом.
Её первая книга «Просто чудо-женщина: руководство по выживанию для женщин, у которых слишком много дел» была опубликована в октябре 2011 года издательством Kyle Books. Это руководство для занятых работающих женщин с детьми. Книга была опубликована в Daily Mail. Её вторая книга «Домашнее простое: стильные, практичные средства для жизни и дарения» была опубликована в сентябре 2013 года. В книге представлена серия проектов по изготовлению вещей для дома.

## Личная жизнь
Гослинг была замужем за Крейгом Оливером, бывшим директором по коммуникациям на Даунинг-стрит, 10. У пары трое детей. Гослинг и Оливер расстались в марте 2014 года.
Гослинг живёт в Западном Лондоне в доме, купленном в 2004 году у спортивного ведущего Марка Пугача. В июле 2010 года она появилась на Летней ярмарке в Чизвике, где прокомментировала ярмарочное соревнование по перетягиванию каната. Её хобби включают йогу, бег, кино и кулинарию.

## Бизнес-интересы
Она является директором Paya Ltd, компании, которую она основала вместе со своим мужем в 2005 году. Оливер работал секретарём компании, но заявил о своём намерении отказаться от этой должности, заняв должность на Даунинг-стрит.